# Signal du Petit Mont-Cenis
Pour les articles homonymes, voir Mont-Cenis.
Le signal du Petit Mont-Cenis,  également appelé pointe de Clairy, est une montagne de 3 162 m d'altitude en Haute-Maurienne dans les Alpes.

## Géographie

### Situation
Le signal du Petit Mont-Cenis appartient à la ligne de partage des eaux entre mer Adriatique et mer Méditerranée et se situe sur la droite hydrographique de la combe du Mont-Cenis. Il est administrativement partagé entre les communes de Sollières-Sardières et de Lanslebourg-Mont-Cenis, en Haute-Maurienne (France). Il se dresse entre les deux cols principaux du massif, le Mont-Cenis et le Petit Mont-Cenis.

### Géologie
Le sommet reposant sur le socle cristallin d'Ambin est surmonté d'une nappe de schistes lustrés, le quartzite affleure de la couche de gypse sur le flanc sud-est, en direction de la pointe de Bellecombe, et la serpentinite est très présente sur le flanc nord.

## Histoire

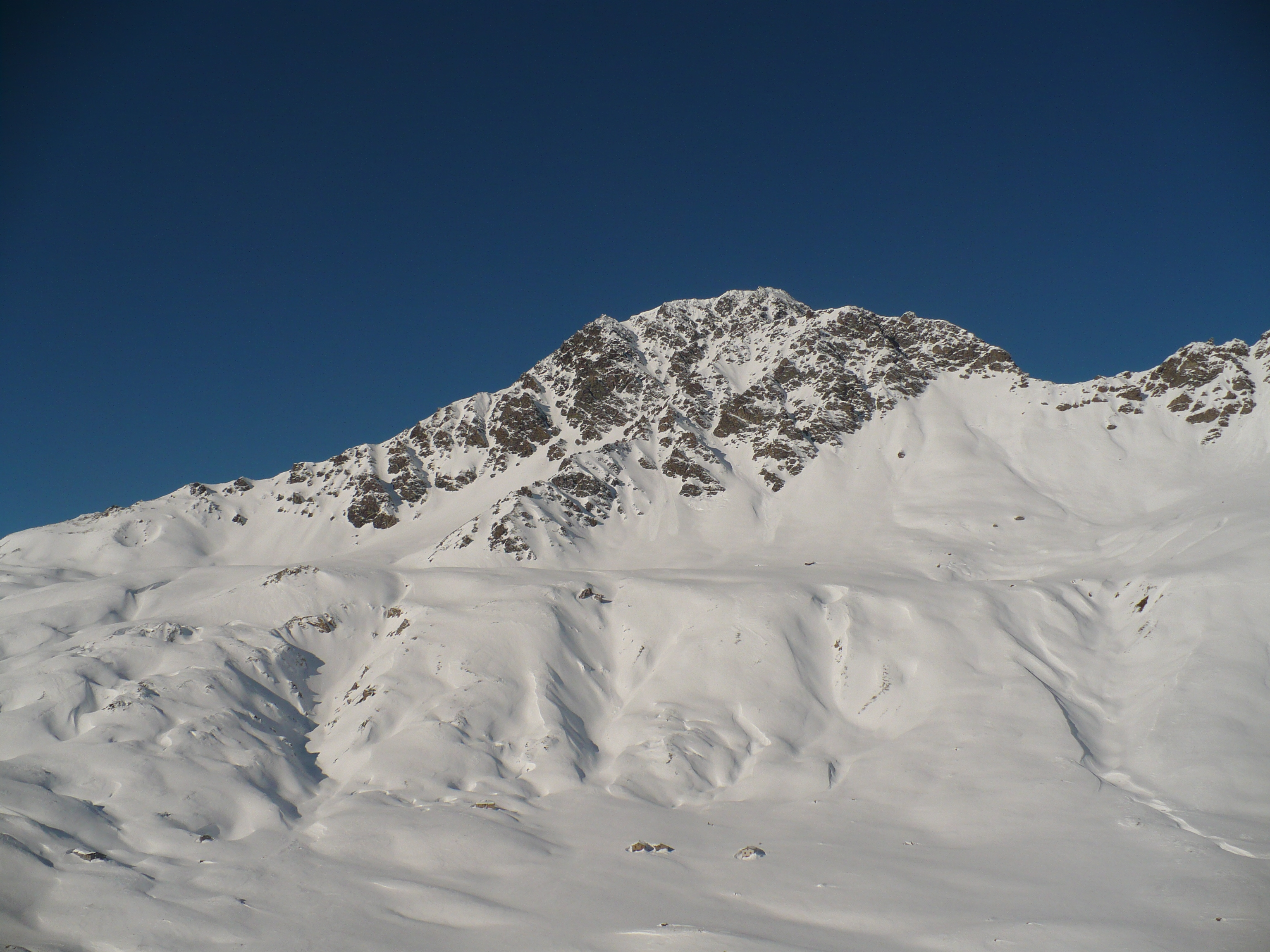
Vue de la face sud du sommet.

Ce sommet et ses contreforts, dont le mont Froid (2 822 m) ont été le théâtre de violents combats lors de la Seconde Guerre mondiale. Il formait un des points stratégiques de la ligne Maginot et du mur alpin, en dominant directement le fond de la Haute-Maurienne. Dès lors il constituait une voie d'accès à une invasion par l'ennemi. C'est cette disposition spécifique en aplomb du talweg qui explique la très forte concentration de forts, lignes de défense et galeries souterraines entre le sommet et le col de Sollières. En avril 1945, de durs combats y opposèrent les chasseurs alpins français aux chasseurs de montagne allemands. Ces affrontements livrés dans des conditions extrêmes sont devenus l'un des symboles des combats pour la libération dans les Alpes. Ainsi cette portion de la Maurienne a été l'un des derniers territoires libérés de l'Hexagone.
À la suite du traité de Paris de 1947, le sommet marquant depuis 1862 la frontière entre les deux pays devient entièrement français aux dépens de l'Italie. Ce nouveau tracé frontalier englobe désormais le versant sud permettant aux communes de récupérer leurs alpages alors séparés par la frontière née à la suite de l'annexion des États de Savoie par France du Second Empire,.
Jusqu'alors glacis militaire et hérissé de fortifications, le sommet est aujourd'hui prisé des randonneurs, offrant un panorama dégagé sur l'ensemble des massifs environnant et face à la dent Parrachée. La plupart des ouvrages sont encore en place et pour certains, la visite est possible mais risquée, car ces fortifications sont abandonnées depuis des décennies et sises en haute montagne où les bâtiments se dégradent très vite. Les galeries enterrées peuvent être noyées et cacher des puits. De surcroît le versant ouest est classé comme champ de tirs pour l'armée.